# Chienne de rouge
Pour plus de détails, voir Fiche technique et Distribution.
Chienne de rouge est un film documentaire franco-suisse réalisé par Yamina Zoutat et sorti en 2023.

## Fiche technique
- Titre : Chienne de rouge
- Réalisation : Yamina Zoutat
- Scénario : Yamina Zoutat
- Photographie : Yamina Zoutat, Clément Apertet et Hugo Orts
- Son : Sylvain Copans
- Montage : Damián Plandolit
- Pays de production :  France -  Suisse
- Sociétés de production : Les Films d'Ici - Close Up Films
- Genre : Documentaire
- Durée : 100 minutes
- Dates de sortie : 
  - Suisse : avril 2023 (Festival Visions du réel)[1]
  - France : mars 2023 (Festival Cinéma du réel) ; 14 février 2024 (sortie nationale)

## Sélections
- Visions du réel 2023
- Cinéma du réel 2023
- États généraux du film documentaire 2023[2]
- FIDADOC d'Agadir 2023[3]